# Shem Thomas
Shem Thomas (* 1978; eigentlich Thomas Kühnis) ist ein Schweizer Sänger, Rapper und Songwriter aus Rebstein. Bekannt wurde er 2014 durch die Castingshow The Voice of Switzerland.

## Biografie
Aufgewachsen ist Thomas Kühnis in Diepoldsau. In seiner Jugend war er schon in Bands aktiv, bei einem Frankreichaufenthalt 1999 entdeckte er dann sein Talent für die Gitarre und das Songschreiben und bereits ein Jahr später stellte er sein erstes Album Back in France mit eigenen Songs zusammen. Seinen damaligen Künstlernamen Eastern Atlantic änderte er später in Shem Thomas. In den folgenden Jahren tourte er als Musiker durch die Schweiz und war genreübergreifend als Livemusiker und in verschiedenen Projekten tätig. Es dauerte acht Jahre bis zu seinem zweiten Album Zimmer 291, das allerdings nicht offiziell veröffentlicht wurde. Neben der Musik arbeitet Thomas Kühnis als Aushilfsprimarlehrer.
Erst in den 2010ern widmete sich Thomas wieder intensiver der Musik, trat vermehrt auf und nahm erfolgreich an einem regionalen Songwriter-Wettbewerb teil. Ausserdem begann er mit Planungen für ein drittes Album.
Bereits 2003 hatte sich Shem Thomas bei der Castingshow MusicStar beworben und hätte teilnehmen können, nahm die Chance jedoch nicht wahr. Anfang 2014 nahm er dann an der zweiten Staffel von The Voice of Switzerland teil und war einer der 40 Kandidaten, die die Blind Auditions überstanden. Im Team von Stefanie Heinzmann kam er in die Liveshows und erreichte dank ihres Votums das Finale, obwohl er im Halbfinale die Zuschauerabstimmung knapp gegen die Mitkonkurrentin Vanessa Iraci verloren hatte. In der abschliessenden Sendung konnte er sich dann hinter der klaren Siegerin Tiziana Gulino Platz zwei sichern. Neben dem aktuellen Hit Happy von Pharrell Williams und einem Duett mit James Arthur (Get Down) sang er im Finale die Ballade Crossroads, die von Toby Gad und Rea Garvey für ihn geschrieben worden war. Es wurde nach dem Showfinale veröffentlicht und löste in der Schweizer Hitparade Pharrells Happy auf Platz eins ab. In der Hörspielreihe der Schweizermaus Jimmy Flitz Teil 5 von Roland Zoss sang er den Titel I bin en Baum.

## Diskografie
Alben
- Back in France (2000)
- Zimmer 291 (2008)
- You’re (Not) the Only One (2015)
- 8 (2022)

Lieder
Songs aus den The-Voice-Sendungen vom 22. Februar bis 19. April 2014
- Father and Son (Cat Stevens)
- Give Me Love (Ed Sheeran – "Battle" mit Pascal Muggli)
- Beneath Your Beautiful (Labrinth featuring Emeli Sandé)
- Demons (Imagine Dragons)
- Say Say Say (Paul McCartney & Michael Jackson – Duett mit Vanessa Iraci)
- Happy (Pharrell Williams)
- Get Down (Duett mit James Arthur)
- Crossroads

Songs nach The Voice
- We Just Need a Little
- Valley
- Do It
- Old Ferry Road
- Miracle
- Feather on the Wind